# Dariusz Sikora
Dariusz Klemens Sikora (ur. 30 grudnia 1958 w Piekarach Śląskich) – polski hokeista, reprezentant Polski, olimpijczyk.

## Kariera
Środkowy napastnik zespołów: Podhale Nowy Targ, Cracovia oraz amerykańskiego Ułani Chicago, niemieckiego TSV Peissenberg i hiszpańskiego CHH Txuri Urdin.
W barwach Podhala dwukrotny (1978, 1979) mistrz Polski oraz czterokrotny (1980, 1981, 1982, 1986) wicemistrz kraju.
Uczestnik Zimowych Igrzyskach Olimpijskich w Lake Placid (1980) oraz 2 turniejów o mistrzostwo świata grupy B - 1983 w Tokio i 1986 we Fryburgu Bryzgowijskim.
Po wygraniu przez Polskę turnieju mistrzostw świata Grupy B w 1985 i uzyskanym awansie do Grupy A został odznaczony Brązowym Medalem za Wybitne Osiągnięcia Sportowe.
Pod koniec 1998 z reprezentacją Polski wygrał turniej Mistrzostw Świata Weteranów w Klagenfurcie. Po zakończeniu czynnej kariery zawodniczej został zawodnikiem TS Old Boys Podhale, w 2014 zdobył z drużyną złoty medal mistrzostw Polski oldboyów.